# Semisonic
Semisonic ist eine US-amerikanische Alternative-Rock-Band, die 1995 in Minneapolis gegründet wurde. Mitglieder der Band waren Dan Wilson, John Munson und Jacob Slichter.

## Geschichte
Nach dem Ende ihrer Band Trip Shakespeare schlossen sich Dan Wilson und John Munson 1995 mit dem Schlagzeuger Jacob Slichter zu Semisonic zusammen. Die erste EP Pleasure wurde im gleichen Jahr bei Bostoner Independent-Label CherryDisc veröffentlicht. Das Studioalbum Great Divide erschien 1996 bei MCA. Den Durchbruch schaffte die Band zwei Jahre später mit dem zweiten Album Feeling Strangely Fine. Die Single-Auskopplung Closing Time war der größte Erfolg der Band. Die Single Secret Smile aus dem gleichen Album erreichte in Großbritannien Platz 13 der Charts.
1998 brachte Semisonic eine Coverversion von dem Prince-Song Erotic City (1984) heraus.
2001 veröffentlichte die Band ihr drittes Album  All About Chemistry. Im gleichen Jahr erschien ein Song der Band auf dem Soundtrack des Films Summer Catch. All About Chemistry ist bisher das letzte Album der Band, die sich in  den Jahren 2010 und 2012 zu Auftritten in der Umgebung von Minneapolis zusammenfand.
Ab 2020 erschien wieder neue Musik der Band: 2020 die EP You're not Alone, 2023 drei Singles.

## Diskografie

### Studioalben
| Jahr | Titel                  | Höchstplatzierung, Gesamtwochen, AuszeichnungChartplatzierungen (Jahr, Titel, Platzierungen, Wochen, Auszeichnungen, Anmerkungen) | Höchstplatzierung, Gesamtwochen, AuszeichnungChartplatzierungen (Jahr, Titel, Platzierungen, Wochen, Auszeichnungen, Anmerkungen) | Anmerkungen                         |
| Jahr | Titel                  | UK | US | Anmerkungen                         |
| ---- | ---------------------- | --- | --- | ----------------------------------- |
| 1998 | Feeling Strangely Fine | UK16 Platin · (45 Wo.)UK | US43 Platin · (43 Wo.)US | Erstveröffentlichung: 24. März 1998 |
| 2001 | All About Chemistry    | UK13 (4 Wo.)UK | US103 (2 Wo.)US | Erstveröffentlichung: 13. März 2001 |

Weitere Veröffentlichungen
- 1993: Pleasure (demo)
- 1995: Pleasure EP
- 1996: Great Divide
- 2003: One Night at First Avenue
- 2020: You're not alone EP
- 2023: Little bit of sun

### Singles
| Jahr | Titel Album                                | Höchstplatzierung, Gesamtwochen, AuszeichnungChartplatzierungen (Jahr, Titel, Album, Platzierungen, Wochen, Auszeichnungen, Anmerkungen) | Höchstplatzierung, Gesamtwochen, AuszeichnungChartplatzierungen (Jahr, Titel, Album, Platzierungen, Wochen, Auszeichnungen, Anmerkungen) | Anmerkungen                             |
| Jahr | Titel Album                                | UK | US | Anmerkungen                             |
| ---- | ------------------------------------------ | --- | --- | --------------------------------------- |
| 1998 | Closing Time Feeling Strangely Fine        | UK25 Gold · (11 Wo.)UK | — | Erstveröffentlichung: 10. März 1998     |
| 1998 | Singing in My Sleep Feeling Strangely Fine | UK39 (2 Wo.)UK | — | Erstveröffentlichung: 17. November 1998 |
| 1999 | Secret Smile Feeling Strangely Fine        | UK12 Silber · (12 Wo.)UK | — | Erstveröffentlichung: Juni 1999         |
| 2001 | Chemistry All About Chemistry              | UK35 (2 Wo.)UK | — | Erstveröffentlichung: Februar 2001      |

Weitere Singles
- 1996: Down in Flames
- 1996: F.N.T.
- 1996: Delicious
- 1996: If I Run
- 2001: Get a Grip
- 2001: Over My Head
- 2020: You're not alone
- 2020: All It would take
- 2023: Little bit of sun
- 2023: The rope
- 2023: Out of the dirt

## Soundtracks und Kompilation
- Semisonic veröffentlichten zusammen mit Mary Lou Lord den Titel Sugar, Sugar auf dem Tributealbum Saturday Morning: Cartoons' Greatest Hits, MCA Records 1995.
- Titelsong des Films Aus Liebe zum Spiel mit Kevin Costner im Jahr 1999
- Never You Mind vom Album Feeling Strangely Fine erschien auf dem Soundtrack des Films Ungeküsst, 1999
- Dan Wilson ist 1999 zusammen mit Bic Runga mit dem Titel Good Morning Baby auf dem Soundtrack von American Pie – Wie ein heißer Apfelkuchen zu hören.
- Over My Head, ein Bonustrack auf einigen Ausgaben des Albums All About Chemistry wurde 2001 im Soundtrack des Films Summer Catch verwendet.
- 2001 trugen Semisonic eine Coverversion des Wings-Songs, Jet, zur Paul McCartney Tribute CD Listen to What the Man Said bei.
- Chemistry vom Album All About Chemistry erschien auf dem Soundtrack des Films 40 Tage und 40 Nächte, 2002
- Der Song Closing Time spielt eine tragende Rolle im Film Freunde mit gewissen Vorzügen von 2011. Im Finale tanzt ein Flashmob im New Yorker Grand Central Terminal dazu. Des Weiteren war er in der Folge Die wilden 90er der Simpsons zu hören.
- Des Weiteren war der Song Closing Time in der finalen Folge der Serie Rules of Engagement sowie in Staffel 8, Folge 6 von The Office zu hören